# Шмидт, Вильгельм (инженер)
Вильгельм Шмидт (нем. Wilhelm Schmidt; 18 февраля 1858 года, Вегелебен, провинция Саксония, Пруссия — 16 февраля 1924 года, Билефельд, провинция Вестфалия, Пруссия) — немецкий инженер, изобретатель и конструктор пароперегревателей для паровых машин.

## Биография
У Вильгельма Шмидта с детства возникли серьёзные проблемы с обучением в школе — у него были трудности с чтением, письмом, арифметикой, он не запоминал стихи и поговорки. Но вместе с тем, он развил в себе способность к рисованию и увлекался машинами.
Свою трудовую деятельность Вильгельм начал как слесарь-механик. Учился в Дрезденском техническом университете под руководством Густава Цейнера.
С 1880 года работал на Саксонском машиностроительном заводе Рихарда Хартманна в Хемнице.
В 1883 году переехал в Кассель, где им была разработана технология использования перегретого пара для паровых машин. В 1887 году Шмидт продал свою первую патентную лицензию на пароперегреватель гамбургской верфи Blohm & Voss. С 1890 года бизнес стал процветать за счёт продажи патентных лицензий на технологию перегретого пара. В 1895 году Шмидт выкупил большую часть акций Ашерслебенского машиностроительного завода и вошёл в наблюдательный совет предприятия. Совместно с другими заводами выполнял заказы на постройку паровозов с пароперегревателями и поставил первые два паровоза для прусской железнодорожной компании.
В 1908 году Шмидт перенес свой дом и штаб-квартиру в Беннекенштайн (Гарц).
На железной дороге Ильзенбург-Вернигероде рядом с железнодорожной станцией Вернигероде была установлена испытательная установка для экспериментов с перегретым паром.
16 июля 1910 года Вильгельмом Шмидтом была основана фирма "Schmidt’sche Heißdampf-Gesellschaft в Касселе (с 2014 года — «Schmidtsche Schack — ARVOS GmbH»).
В 1916 году был награждён памятной медалью Грасгофа Ассоциации инженеров Германии.

## Перегретый пар

Схема двухоборотного пароперегревателя системы Шмидта

Опыты с перегретым паром проводили и до Шмидта. Исследователи ограничились температурой пара до 250 градусов Цельсия. Шмидт впервые перегрел пар до 350 градусов и при такой температуре добился выдающихся результатов, используя такой пар в конструкции пароперегревателя.
Перегретый пар увеличивает КПД парового двигателя до 50 процентов. Эта технология оказала решающее влияние на развитие паровых машин и совершенствование конструкций паровоза и парохода.
Изобретённые Вильгельмом Шмидтом пароперегреватель (около 1890 г.) и поршневой золотник, совместно с Робертом Гарбе из Прусской государственной железнодорожной дороги, довели до совершенства технологию парового двигателя с перегретым паром.
С 1902 года производители паровозов и европейские железные дороги стали устанавливать исключительно эффективные пароперегреватели Шмидта на свои паровозы.